# Viersener Straße 88 (Mönchengladbach)

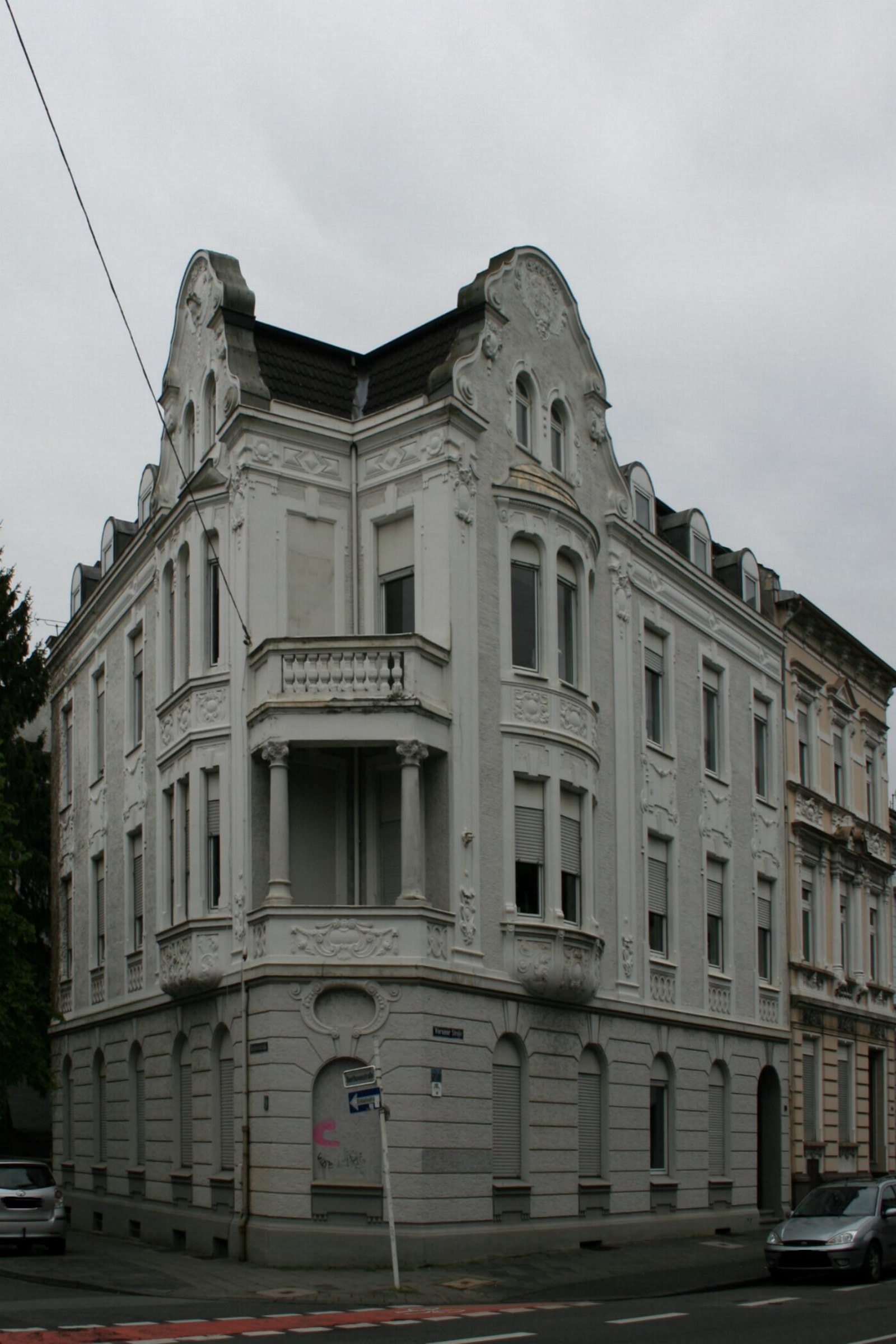
Wohnhaus (2010)

Das Wohnhaus Viersener Straße 88 steht in Mönchengladbach (Nordrhein-Westfalen).
Das Gebäude wurde 1905 erbaut und unter Nr. V 014 am 15. Dezember 1987 in die Denkmalliste der Stadt Mönchengladbach eingetragen.

## Lage
Die Viersener Straße ist die alte Verbindung von Mönchengladbach nach Viersen, die gegen Ende des 19. Jahrhunderts gebaut wurde. Haus Nr. 88 bildet eine Eckbebauung zur Beethovenstraße und gehört zum historischen Bestand. 

## Architektur
Der 1905 errichtete Bau ist ein über Eck erschlossenes Wohnhaus mit einachsiger Ecklösung. Es zeigt insgesamt drei zu elf Achsen. Das dreigeschossige Haus schließt mit einem ausgebauten Mansarddach ab. Das Objekt ist als gelungene Ecklösung und aus architektonischen und stadtbildnerischen Gründen schützenswert.